# Dominio semplice
I domini delle funzioni a più variabili possono presentare una forma di regolarità per cui è possibile delimitare la regione da intervalli e grafici di funzione. Si parla quindi di dominio semplice o normale rispetto alla variabile delimitabile da un intervallo. La normalità di un dominio è molto importante in molte definizioni di integrale multiplo e della sua risoluzione tramite le formule di riduzione. Inoltre la presenza di un dominio regolare permette ulteriori teoremi e formule d'integrazione, come le formule di Gauss-Green, il teorema della divergenza e il teorema del rotore.

## Domini normali nel piano
In {\displaystyle \mathbb {R} ^{2}} esistono due casi di normalità, rispetto agli assi:

### Dominio normale rispetto all'assex
La regione è delimitata per l'asse {\displaystyle x} da due valori numerici e per l'asse {\displaystyle y} da due funzioni della variabile {\displaystyle x} continue nell'intervallo che la delimita:
{\displaystyle D=\{(x,y)\in \mathbb {R} ^{2}\ |\ a\leq x\leq b,\ f(x)\leq y\leq g(x),f,g\in C[a,b]\}.}

### Dominio normale rispetto all'assey
La regione è delimitata per l'asse {\displaystyle y} da due valori numerici e per l'asse {\displaystyle x} da due funzioni della variabile {\displaystyle y} continue nell'intervallo che la delimita:
{\displaystyle D=\{(x,y)\in \mathbb {R} ^{2}\ |\ a\leq y\leq b,\ f(y)\leq x\leq g(y),f,g\in C[a,b]\}.}

## Domini normali nello spazio

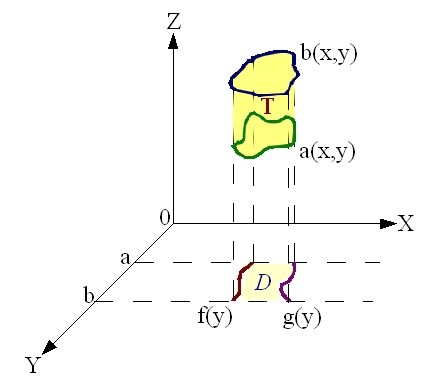
Esempio di dominio normale in R3 (piano xy)

In {\displaystyle \mathbb {R} ^{3}} esistono sei tipi diversi di normalità, rispetto ai piani coordinati. Sia {\displaystyle T\subset \mathbb {R} ^{3}} l'insieme considerato e {\displaystyle D} la proiezione ortogonale di {\displaystyle T} sul piano coordinato fissato, allora si hanno le seguenti sei possibilità:

### Dominio normale rispetto al piano (x,y)
{\displaystyle T} è normale al piano {\displaystyle (x,y)}
- con {\displaystyle D} normale all'asse {\displaystyle x;}
- con {\displaystyle D} normale all'asse {\displaystyle y.}

### Dominio normale rispetto al piano (y,z)
{\displaystyle T} è normale al piano {\displaystyle (y,z)}
- con {\displaystyle D} normale all'asse {\displaystyle y;}
- con {\displaystyle D} normale all'asse {\displaystyle z.}

### Dominio normale rispetto al piano (z,x)
{\displaystyle T} è normale al piano {\displaystyle (z,x)}
- con {\displaystyle D} normale all'asse {\displaystyle x;}
- con {\displaystyle D} normale all'asse {\displaystyle z.}

Nell'esempio in figura il dominio semplice è il cilindroide con "base" {\displaystyle D} e compreso tra le funzioni {\displaystyle a(x,y)}e {\displaystyle b(x,y)}:
{\displaystyle T=\{(x,y,z)\in \mathbb {R} ^{3}\ |\ (x,y)\in D,\ a(x,y)\leq z\leq b(x,y)\}}, con {\displaystyle D=\{(x,y)\in \mathbb {R} ^{2}\ |\ a\leq y\leq b,\ f(y)\leq x\leq g(y)\}.}
In generale in {\displaystyle \mathbb {R} ^{n}} il numero dei domini semplici è dato dalla relazione {\displaystyle n!}, ossia tutte le possibili combinazioni tra versori.

## Dominio normale regolare e orientamento della frontiera

### Dominio normale regolare
Un dominio normale regolare è per definizione un dominio normale la cui frontiera è unione di un numero finito di curve di classe {\displaystyle {\mathcal {C}}^{1}}. Inoltre un dominio regolare {\displaystyle N} è sempre descrivibile come l'unione di un numero finito di domini normali regolari {\displaystyle N_{i}}, a due a due privi di punti interni in comune:
{\displaystyle N=\bigcup _{i=1}^{n}N_{i}.}

### Orientamento della frontiera
Sia {\displaystyle D\subset \mathbb {R} ^{2}} dominio regolare, convenzionalmente si dice che {\displaystyle \partial D} è orientata positivamente se è rappresentata da un numero finito di curve regolari a tratti {\displaystyle \gamma _{1},\dots ,\gamma _{k}\in {\mathcal {C}}^{1}} tali che i versori normali {\displaystyle N_{1}(t),\dots ,N_{k}(t)} canonicamente associati puntano verso l'esterno. Pertanto la sua frontiera ammette versore tangente e versore normale in ogni suo punto, tranne, al più, un numero finito. Tale orientamento si indica con {\displaystyle +\partial D}.

## Lemma sulla decomposizione dei normali
Siano {\displaystyle D\subset \mathbb {R} ^{2}} e {\displaystyle E\subset \mathbb {R} ^{3}} domini normali si ha che {\displaystyle \forall \delta ,\varepsilon >0} esiste una decomposizione di {\displaystyle D} e di {\displaystyle E} del tipo {\displaystyle D=\bigcup _{i=1}^{n}D_{i}} e {\displaystyle E=\bigcup _{i=1}^{n}E_{i}} tali che:
1. {\displaystyle D_{i}} ed {\displaystyle E_{i}} sono domini normali;
2. {\displaystyle D_{i}^{^{\!\!\!^{\circ }}}\cap D_{j}^{^{\!\!\!^{\circ }}}=\varnothing \quad } e {\displaystyle \quad E_{i}^{^{\!\!\!^{\circ }}}\cap E_{j}^{^{\!\!\!^{\circ }}}=\varnothing ,\quad \forall i\neq j;}
3. {\displaystyle \operatorname {diam} (D_{i})<\delta \quad } e {\displaystyle \quad \operatorname {diam} (E_{i})<\varepsilon ,\quad \forall i=1,\dots ,n,\quad } dove {\displaystyle \operatorname {diam} (A):=\sup\{\|x-y\|\ |\ x,y\in A\subset \mathbb {R} ^{n}\}} è il diametro del dominio.